# Loranthaceae
Le Lorantacee (Loranthaceae Juss., 1808) sono una famiglia  di piante dell'ordine Santalales, ampiamente distribuite nei paesi della zona temperata calda e della zona tropicale.

## Descrizione
Della famiglia fanno parte specie sempreverdi in prevalenza a portamento arbustivo, talora rampicanti, spesso epifite. Solo alcune specie (Nuytsia spp.) hanno portamento arboreo.
Sono perlopiù piante semi-parassite delle parti aeree dell'ospite, non posseggono vere e proprie radici e si fissano ai rami dell'ospite tramite austori che penetrano nei tessuti della pianta parassitata e attraverso i quali vengono assorbite l'acqua e le sostanze nutritive.
Le foglie sono semplici, opposte, talvolta ridotte a bratte; in alcune specie sono assenti per gran parte dell'anno (la fotosintesi è assicurata dalla superficie del fusto), in altre sono persistenti.
I fiori, bisessuali o raramente unisessuali, sono actinomorfi o occasionalmente zigomorfi, epigini.
I frutti sono generalmente bacche o drupe lattescenti che racchiudono un unico seme.

## Biologia
Alcuni generi di questa famiglia presentano una caratteristica "antesi esplosiva":

## Distribuzione e habitat
Le specie di questa famiglia sono ampiamente distribuite nei paesi della zona temperata calda e della zona tropicale dei 5 continenti.

## Tassonomia

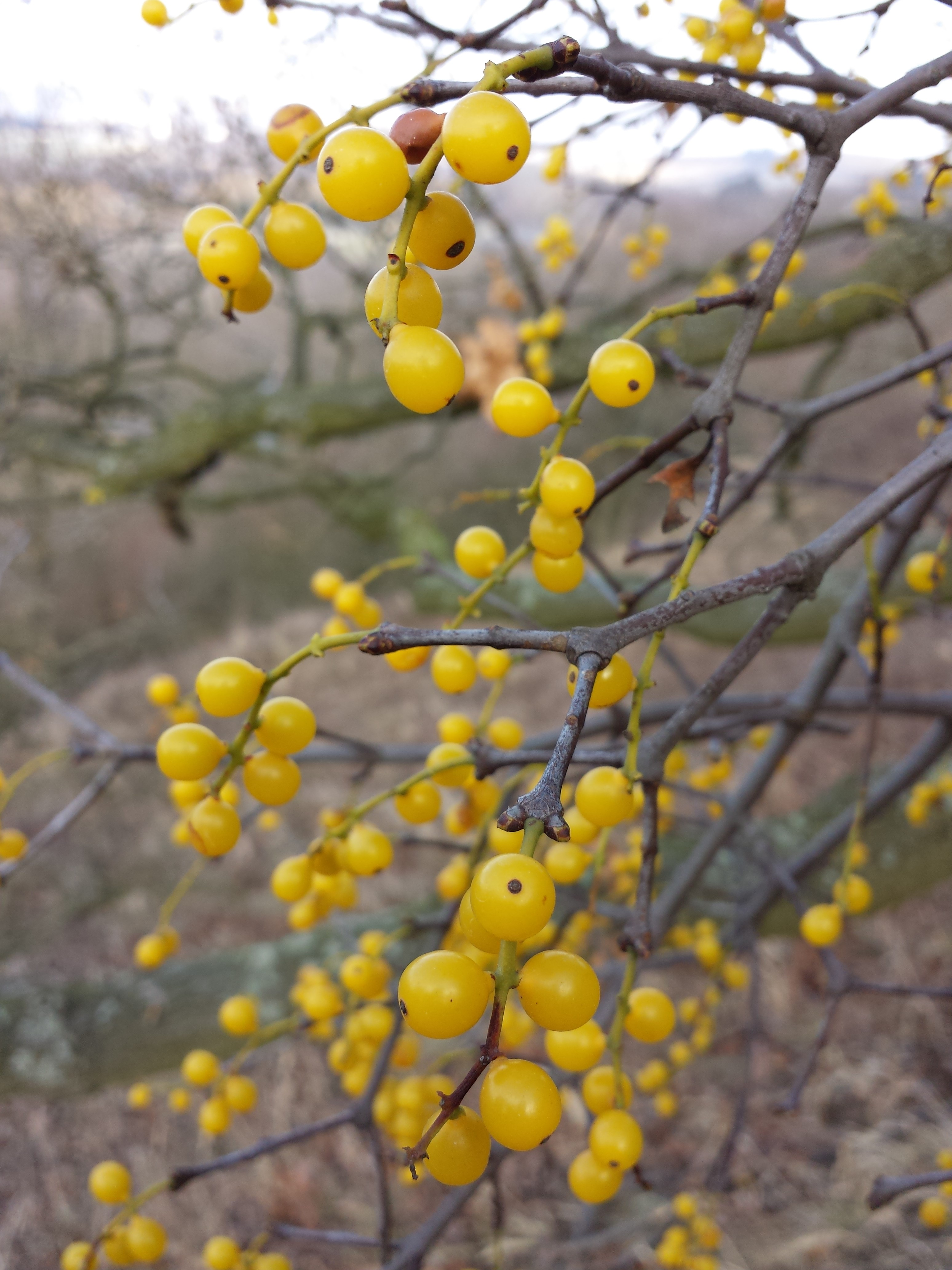
Loranthus europaeus

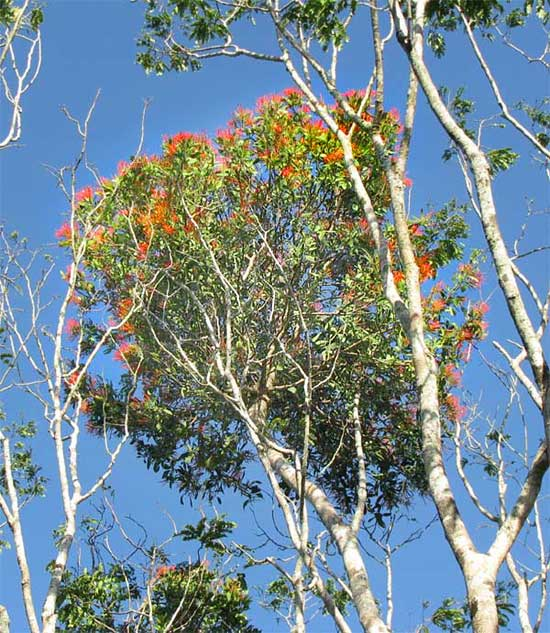
Psittacanthus sp.

La famiglia comprende i seguenti generi:
- Actinanthella Balle
- Aetanthus (Eichler) Engl.
- Agelanthus Tiegh.
- Alepis Tiegh.
- Amyema Tiegh.
- Amylotheca Tiegh.
- Atkinsonia F.Muell.
- Bakerella Tiegh.
- Barathranthus (Korth.) Miq.
- Benthamina Tiegh.
- Berhautia Balle
- Cecarria Barlow
- Cladocolea Tiegh.
- Cyne Danser
- Dactyliophora Tiegh.
- Decaisnina Tiegh.
- Dendropemon (Blume) Rchb.
- Dendrophthoe Mart.
- Desmaria Tiegh.
- Diplatia Tiegh.
- Distrianthes Danser
- Elytranthe (Blume) Blume
- Emelianthe Danser
- Englerina Tiegh.
- Erianthemum Tiegh.
- Gaiadendron G.Don
- Globimetula Tiegh.
- Helicanthes Danser
- Helixanthera Lour.
- Ileostylus Tiegh.
- Lampas Danser
- Lepeostegeres Blume
- Lepidaria Tiegh.
- Ligaria Tiegh.
- Loranthella S.Blanco & C.E.Wetzel
- Loranthus Jacq.
- Loxanthera (Blume) Blume
- Lysiana Tiegh.
- Macrosolen (Blume) Rchb.
- Maracanthus Kuijt
- Moquiniella Balle
- Muellerina Tiegh.
- Notanthera G.Don
- Nuytsia R.Br. ex G.Don
- Oedina Tiegh.
- Oliverella Tiegh.
- Oncella Tiegh.
- Oncocalyx Tiegh.
- Oryctanthus Eichler
- Oryctina Tiegh.
- Panamanthus Kuijt
- Papuanthes Danser
- Passovia H.Karst.
- Pedistylis Wiens
- Peraxilla Tiegh.
- Peristethium Tiegh.
- Phragmanthera Tiegh.
- Phthirusa Mart.
- Plicosepalus Tiegh.
- Psittacanthus Mart.
- Pusillanthus Kuijt
- Scurrula L.
- Septemeranthus L.J.Singh
- Septulina Tiegh.
- Socratina Balle
- Sogerianthe Danser
- Spragueanella Balle
- Struthanthus Mart.
- Tapinanthus (Blume) Rchb.
- Taxillus Tiegh.
- Thaumasianthes Danser
- Tolypanthus (Blume) Rchb.
- Trilepidea Tiegh.
- Tripodanthus Tiegh.
- Tristerix Mart.
- Trithecanthera Tiegh.
- Tupeia Cham. & Schltdl.
- Vanwykia Wiens